# Алферовская (Сямженский район)
Алферовская — деревня в Сямженском районе Вологодской области.
Входит в состав Житьёвского сельского поселения, с точки зрения административно-территориального деления — в Филинский сельсовет.
Расстояние до районного центра Сямжи по автодороге — 19,5 км, до центра муниципального образования Житьёва по прямой — 6 км. Ближайшие населённые пункты — Ярыгино, Мякотиха, Плосково.
По переписи 2002 года население — 22 человека (9 мужчин, 13 женщин). Всё население — русские.